# Euphrasia repens
Euphrasia repens là loài thực vật có hoa thuộc họ Cỏ chổi. Loài này được Hook.f. mô tả khoa học đầu tiên năm 1853.